# Eois undulosaria
Eois undulosaria är en fjärilsart som beskrevs av W. Warren 1897. Eois undulosaria ingår i släktet Eois och familjen mätare. Inga underarter finns listade i Catalogue of Life.